# 瓦蘭戈區
5°16′18″S 78°46′29″W / 5.2717°S 78.7747°W
瓦蘭戈區（西班牙語：Distrito de Huarango），是秘魯的一個區，位於該國北部卡哈馬卡大區的聖伊格納西奧省，始建於1965年5月12日，面積922.4平方公里，海拔高度750米，2005年人口20,692，人口密度每平方公里22人。